# Comuna Rus, Sălaj
Rus (în maghiară: Oroszmezö) este o comună în județul Sălaj, Transilvania, România, formată din satele Buzaș, Fântânele-Rus și Rus (reședința).

## Demografie
Componența etnică a comunei Rus
     Români (94,5%)
     Alte etnii (0%)
     Necunoscută (5,5%)
Componența confesională a comunei Rus
     Ortodocși (87,68%)
     Penticostali (3,96%)
     Greco-catolici (1,65%)
     Alte religii (0,99%)
     Necunoscută (5,72%)
Conform recensământului efectuat în 2021, populația comunei Rus se ridică la 909 locuitori, în scădere față de recensământul anterior din 2011, când fuseseră înregistrați 1.071 de locuitori. Majoritatea locuitorilor sunt români (94,5%), iar pentru 5,5% nu se cunoaște apartenența etnică. Din punct de vedere confesional, majoritatea locuitorilor sunt ortodocși (87,68%), cu minorități de penticostali (3,96%) și greco-catolici (1,65%), iar pentru 5,72% nu se cunoaște apartenența confesională.

## Politică și administrație
Comuna Rus este administrată de un primar și un consiliu local compus din 9 consilieri. Primarul, Ioan-Aurelian Cozma[*], de la Partidul Național Liberal, este în funcție din octombrie 2020. Începând cu alegerile locale din 2024, consiliul local are următoarea componență pe partide politice:
|  | Partid                          | Consilieri | Componența Consiliului | Componența Consiliului | Componența Consiliului | Componența Consiliului | Componența Consiliului |
|  | ------------------------------- | ---------- | ---------------------- | ---------------------- | ---------------------- | ---------------------- | ---------------------- |
|  | Partidul Național Liberal       | 5          |                        |                        |                        |                        |                        |
|  | Partidul Social Democrat        | 2          |                        |                        |                        |                        |                        |
|  | Alianța pentru Unirea Românilor | 1          |                        |                        |                        |                        |                        |
|  | Partidul Mișcarea Populară      | 1          |                        |                        |                        |                        |                        |